# Infinite (film)
Infinite è un film del 2021 diretto da Antoine Fuqua.
Il film, con protagonista Mark Wahlberg, è l'adattamento cinematografico del romanzo del 2009 The Reincarnationist Papers scritto da D. Eric Maikranz.

## Trama
Nel 1985 a Città del Messico, Heinrich Treadway cerca di sfuggire alle autorità e a un uomo, Bathurst. Lui e i suoi soci, Abel e Leona, parlano dell'"Uovo", che Treadway ha rubato a Bathurst. Treadway dice ad Abel che se non sopravvive, quest'ultimo deve ricordarsi di "guardare dentro". Si lancia da un ponte, saltando dalla sua macchina a mezz'aria e su una gru a 150 piedi di distanza. Tuttavia, Treadway osserva impotente l'arrivo di Bathurst e l'uccisione di Abel e Leona.
Nella New York del 2020, Evan McCauley soffre di schizofrenia. A causa di un passato ricovero in un istituto psichiatrico e del comportamento violento, non riesce a trovare un lavoro. Avendo bisogno di medicine, forgia una katana per un gangster locale, anche se non è mai stato addestrato come fabbro. Dopo che l'accordo va a monte, Evan scappa ma viene successivamente arrestato. Un uomo alla stazione di polizia si presenta come Bathurst e afferma che si conoscono da secoli.
Nora Brightman irrompe nella stanza e aiuta Evan a scappare. Spiega che nel mondo ci sono circa 500 individui conosciuti come gli Infiniti, che oltre a rincarnarsi ogni volta che muoiono possono ricordare tutte le loro vite passate, acquisendo conoscenze e abilità di vario tipo. Gli Infiniti sono divisi in due fazioni: i Credenti (inclusa Nora) che vedono il loro potere come un dono da usare per migliorare il mondo, e i Nichilisti (incluso Bathurst) che lo vedono come una maledizione e vogliono porvi fine a qualunque costo. I nichilisti hanno sviluppato armi per impedire agli Infiniti di rinascere e intrappolare le loro anime all'interno dei chip dei computer. Tra le armi che i nichilisti hanno sviluppato c'è anche l'"Uovo": un dispositivo che se attivato distruggerà tutta la vita sulla Terra, interrompendo così il ciclo di reincarnazione di ogni Infinito. Tuttavia Evan (la reincarnazione di Treadway) ha rubato e nascosto l'uovo durante la sua vita passata.
Nora (la reincarnazione di Leona) spiega che la maggior parte degli Infiniti inizia a ricordare le proprie vite passate intorno alla pubertà, motivo per cui a Evan è stata diagnosticata la schizofrenia. Ma Evan fatica a riconquistare i ricordi di Treadway, a causa del trauma subito da incidenti in precedenza nella vita. Tuttavia, un altro Infinito chiamato l'Artigiano ha una macchina che ripristina i ricordi di Evan. Evan ricorda che ha nascosto l'uovo nel suo corpo passato, poco prima che Bathurst lo uccidesse.
Bathurst lo sente, prende il vecchio corpo di Evan e trova l'uovo. Ma prima che possa farlo esplodere, i Credenti riprendono l'uovo, intrappolano l'anima di Bathurst all'interno di un chip di computer e liberano le anime di tutti i loro compagni che Bathurst aveva intrappolato nei chip di computer, inclusa quella di Abel (il secolare amore di Nora). Anche se Evan e Nora muoiono nel processo.
Anni dopo, Nora e Abel rinascono e si incontrano all'Inizio. Evan è rinato a Giacarta, in Indonesia. L'Artigiano, ora più vecchio, va a trovarlo e offre una katana al giovane Evan, che riacquista i suoi ricordi dopo averlo riconosciuto.

## Produzione
Nel marzo 2017 la Paramount Pictures acquistò lo spec script Infinite di Ian Shorr, descritto come la fusione tra Wanted - Scegli il tuo destino e Matrix, mentre annunciò che Mark Vahradian e Lorenzo di Bonaventura avrebbero prodotto il film.

### Riprese
Le riprese del film sono iniziate nel settembre 2019 e si sono svolte tra Londra, Galles, Scozia, Thailandia, Nepal, New York, Città del Messico e sulle Alpi.

## Promozione
Il primo trailer del film è stato diffuso il 28 maggio 2021.

## Distribuzione
Il film, inizialmente con un'uscita fissata al 7 agosto 2020, poi rinviata al 28 maggio 2021 a causa della pandemia di COVID-19 e al 24 settembre 2021, è stato invece distribuito su Paramount+ a partire dal 10 giugno 2021.

## Riconoscimenti
- 2022 - Golden Reel Awards[8]
  - Candidatura per il miglior montaggio sonoro in un film non cinematografico